# Asztana FK
Az Asztana FK (kazak betűkkel Астана Футбол Клубы) kazak labdarúgócsapat, a székhelye Asztana. Jelenleg a kazah labdarúgó-bajnokság élvonalában szerepel.

## Története
A klubot 2009-ben az Alma-Ata FK és a Megaszport Almati összeolvadásából hozták létre. Annak ellenére, hogy a csapat új székhelye Asztana lett, a 2009-es bajnokság első néhány mérkőzését még az almati Központi stadionban játszotta.
A Kazak Állami Vasutak révén hatalmas mennyiségű pénz áramlott az egyesülethez, így számos neves labdarúgót igazoltak. Az orosz élvonalból elsőként Jegor Tyitov és Andrej Tyihonov érkezett, később a nigériai válogatott Patrick Ovie, illetve a ghánai válogatott Baffour Gyan követte. A Dinamo Kijivtől az üzbég Maksim Shatskix csak később igazolt a klubhoz, de a szezon során szerzett 9 találata nagyban hozzásegítette a „vasutas” csapatot a bajnoki ezüstéremhez, illetve a szezon második felében nyújtott kiemelkedő teljesítményéhez.
2011. május 20-án a klub Lokomotiv Asztanáról Asztana FK-ra változtatta a nevét.

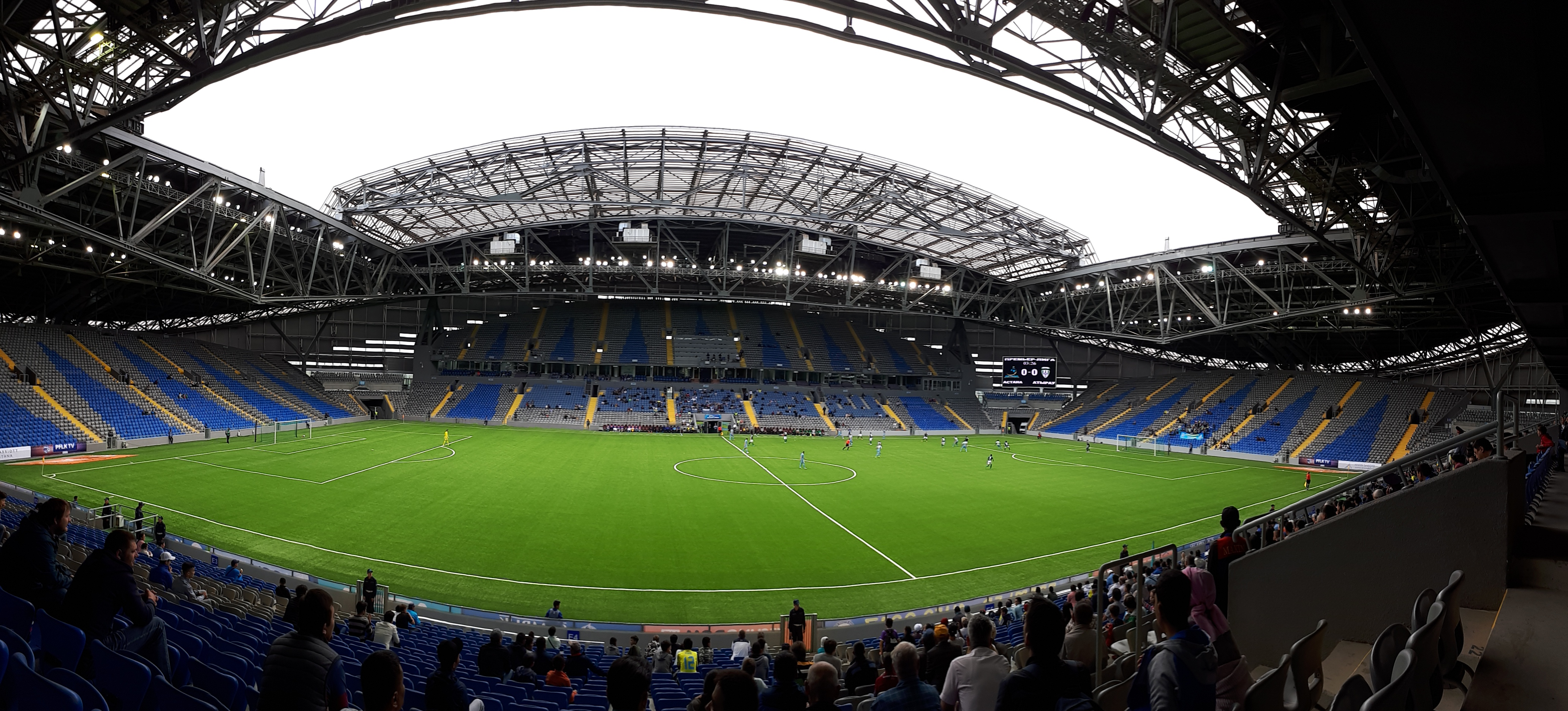
Az Asztana Aréna panorámája a keleti lelátóról, balról jobbra mutatja a déli, a nyugati és az északi lelátót

## Sikerei
Kazahsztán
- Kazak labdarúgó-bajnokság (Premjer-liga)
  - Bajnok (7 alkalommal): 2014, 2015, 2016, 2017, 2018, 2019, 2022
  - Ezüstérmes (5 alkalommal): 2009, 2013, 2021, 2023, 2024
- Kazak kupa (Kazaksztan Kubogi)
  - Győztes (3 alkalommal): 2010, 2012, 2016
- Kazak szuperkupa (Қазақстан Суперкубогы)
  - Győztes (6 alkalommal): 2011, 2015, 2018, 2019, 2020, 2023